# Euproctus montanus
Euproctus montanus é uma espécie de anfíbio caudado pertencente à família Salamandridae. Endêmica da França.